# نحلة ذات وجه قرني
النحلة ذات الوجه القرني (الاسم العلمي: Osmia cornifrons) والمعروفة بالنحلة اليابانية هي حشرة من رتبة ذوات الخصر تنتمي لجنس النحل البناء من فصيلة النحل القارض. وهي نحلة غير اجتماعية تعمل بمفردها تستعمل تجاريا لتلقيـح أشجار الفواكه، خصوصا التفاح، ويستفيد منها الفلاحون في اليابان منذ عقود، وتم استيرادها في المناطق ذات الرطوبة العالية في الولايات المتحدة وحاليا في أوروبا، وهي تعادل ثمانين مرة كفاءة نحل العسل عند تلقيح التفاح، فالنحلة الواحدة تزور 15 زهرة في الدقيقة تسبب في عقد ثمار 2450 تفاحة في اليوم بالمقارنة بخمسين زهرة تعقد ثمارها في اليوم عن طريق نحل العسل. تبني النحلة اليابانية أعشاشها في ثقوب الخشب. كونها لا تنام في أعشاشها خلال الليل كما يفعل باقي النحل، يخلق مشكلة للفلاحين عند استخدام المبيدات، ما يتسبب في هلاكها.